# Asterope rhodesiana
Asterope rhodesiana är en fjärilsart som beskrevs av Rothschild 1918. Asterope rhodesiana ingår i släktet Asterope och familjen praktfjärilar. Inga underarter finns listade i Catalogue of Life.